# Время и Стекло (альбом)
«Время и Стекло» — дебютний однойменний альбом українського гурту «Время и Стекло». Альбом об'єднав усі хіти Позитива та Наді Дорофеєвої, а також музичні новинки. На полицях українських музичних магазинів альбом з’явився восени 2014 року.

## Про альбом
Перший компакт-диск гурту «Время и Стекло» став підсумком чотирирічної роботи артистів. Треклист альбому розділений на дві частини, які створюють абсолютно різний настрій. «Party» об'єднує всі запальні танцювальні пісні групи, «After Party» - ліричні повільні композиції. До цифрового варіанту альбому в iTunes, також увійшли три музичні відео.

## Список пісень
Автор музики Олексій Потапенко (Потап), Олексій Завгородній. 
| #     | Назва                     | Автор слів                 | Тривалість |
| ----- | ------------------------- | -------------------------- | ---------- |
| 1.    | «Часть 1 - Party»         | О. Потапенко               | 0:49       |
| 2.    | «Ж.О.Р. (Живем Один Раз)» | О. Потапенко               | 3:34       |
| 3.    | «#кАроче»                 | О. Потапенко               | 3:32       |
| 4.    | «Гармошка»                | О. Потапенко               | 3:02       |
| 5.    | «Любви точка нет»         | О. Потапенко               | 3:50       |
| 6.    | «Ей 21»                   | О. Потапенко               | 3:44       |
| 7.    | «Останься в моих снах»    | О. Потапенко, О. Стьоганов | 3:59       |
| 8.    | «Серебряное море»         | О. Потапенко               | 3:05       |
| 9.    | «Забери (Album Version)»  | О. Потапенко               | 4:37       |
| 10.   | «Harmonica»               | О. Потапенко               | 3:02       |
| 11.   | «Часть 2 - After Party»   | О. Потапенко               | 0:57       |
| 12.   | «Так выпала карта»        | О. Потапенко               | 3:54       |
| 13.   | «Кафель»                  | О. Потапенко               | 3:28       |
| 14.   | «Скачать бесплатно»       | О. Потапенко               | 3:36       |
| 15.   | «Потанцуй со мной»        | О. Потапенко               | 3:10       |
| 16.   | «Слеза (feat. Потап)»     | О. Потапенко               | 3:10       |
| 17.   | «Забери (Radio Edit)»     | О. Потапенко               | 3:38       |
| 18.   | «Линии Метро»             | О. Потапенко               | 3:09       |
| 58:00 |                           |                            |            |